# Bob Morane (série télévisée d'animation)
Pour les articles homonymes, voir Bob Morane (homonymie).
Bob Morane est une série télévisée d'animation franco-canadienne en 26 épisodes de 25 minutes, créée d'après le personnage éponyme d'Henri Vernes et diffusée à partir du 1er juillet 1998 à Super Écran et en clair à partir du 8 septembre 2000 sur Télé-Québec, et en France à partir du 2 septembre 1998 sur Canal+ et rediffusée à partir du 7 septembre 1999 sur France 3 puis de nouveau sur Canal+.

## Synopsis
Bob Morane, expert en arts martiaux et baroudeur, combat tous les savants fous, êtres démoniaques, tyrans… aux quatre coins du monde avec son meilleur ami, Bill Ballantine, et la journaliste Sophia Paramount.

## Personnages
- Bob Morane : héros de la série. Robert « Bob » Morane[3] est un homme juste, courageux et expert en combat (particulièrement en karaté[4]), toujours prêt à se lancer dans une nouvelle aventure ou à porter secours à ses amis en danger[5],[6]. Dans chacun des épisodes, Bob est accompagné par son fidèle ami Bill Ballantine. Il est également proche de la journaliste Sophia Paramount et du Professeur Clairembart, qui partagent plusieurs de ses aventures.
- Bill Ballantine : inséparable compagnon d’aventures de Bob Morane. D’origine écossaise[7], William « Bill » Ballantine[8] est reconnaissable à son imposante carrure et à ses cheveux roux. D’une loyauté sans failles à Morane (qu’il vouvoie et appelle respectueusement « Commandant[9] »), Bill est un combattant redoutable, doté d’une force colossale, expert en armes et en armement[8],[10]. Malgré tout, c’est aussi un homme sensible, volontiers bon vivant, plaisantin et parfois râleur[11],[12],[13].
- Sophia Paramount : journaliste et amie de Bob Morane. Femme d’action, déterminée, rusée et toujours à la recherche d’un scoop, Sophia est également une combattante accomplie[14],[10],[3]. Sophia et Bob semblent avoir des sentiments l’un pour l’autre[12].
- Professeur Aristide Clairembart : archéologue[14] et ami de Bob Morane. Passionné par l’archéologie (particulièrement pas la légendaire civilisation de Mu[6],[15]), le Professeur voyage aux quatre coins du monde pour étudier divers sujets, comme les animaux préhistoriques, le yéti ou encore l’ancien royaume de Golconde[7],[14],[13].
- Louis Graigh : membre de la Patrouille du Temps, une organisation scientifique venue du futur dont la mission est de « restituer la mémoire de l’Humanité[15] ». Ils utilisent une technologie très avancée pour voyager à travers le temps et l’espace et enquêter à travers les époques[3],[15]. Graigh vient en aide à Bob Morane dans plusieurs de ses aventures. Il lui arrive également de charger Bob et Bill de certaines missions pour la Patrouille à quelques reprises. La Patrouille du Temps apparaît dans les épisodes Les chasseurs de dinosaures, Service Secret Soucoupe, L'épée du Paladin et Les tours de cristal.
- L’Ombre Jaune (également appelé Ming) : ennemi de Bob Morane. L’Ombre Jaune est un personnage entouré de mystères : craint dans toute l’Asie et se prétendant immortel, il serait aussi un descendant de Gengis Khan[13],[8],[16]. Reconnaissable à sa forte corpulence et à sa taille colossale, l’Ombre Jaune est toujours servi par une armée d’hommes de main et de nombreux robots[9]. Il possède lui-même de bons talents de combattant et des pouvoirs hypnotiques capables de plier ses ennemis à sa volonté, auxquels seul Bob Morane se montre insensible[9]. En élaborant ses actions criminelles, Ming désire qu’à terme, l’Humanité retourne à une vie plus proche de la Nature et sans technologie, qu’il juge nocive et responsable de nombreuses injustices sociales dans le monde[17]. Toutefois, en dépit de leur opposition, l’Ombre Jaune et Morane se respectent. En effet, Ming admire les talents de son adversaire et regrette qu’il ne rejoigne pas son camp. De son côté, Bob réprouve les méthodes de son ennemi mais considère ses objectifs comme nobles[9]. L’Ombre Jaune est l’antagoniste principal des épisodes La couronne de Golconde, L'Ombre Jaune, La revanche de l'Ombre Jaune, Le châtiment de l'Ombre Jaune, Le retour de l'Ombre Jaune et Les poupées de l'Ombre Jaune.
- Tania Orloff : jeune nièce de l’Ombre Jaune. Bien qu’elle soit réellement attachée à son oncle (qui l’a élevée et l’aime comme sa propre fille), elle choisit à plusieurs reprises d’aider Bob Morane à le contrer, considérant que Ming va trop loin dans ses actions[17],[8].
- Miss Ylang-Ylang : ennemie de Bob Morane. Miss Ylang-Ylang est une mercenaire employée par le SMOG, une organisation criminelle internationale vendant ses services au plus offrant[18]. C’est également une spécialiste du karaté capable de rivaliser avec Morane, dont elle admire la ténacité et pour lequel elle semble éprouver une certaine attirance[18],[7]. Avec son subordonné Orgonetz (qu’elle méprise et considère comme un incapable[7]), Miss Ylang-Ylang est l’antagoniste des épisodes Terreur à la Manicouagan, La vapeur du passé, Commando Épouvante et Opération Atlantide.
- Roman Orgonetz : ennemi de Bob Morane, reconnaissable à ses dents dorées et son apparence trapue[18]. Qualifié de « tueur psychopathe[18] », Orgonetz est employé par le SMOG et agit sous les ordres de Miss Ylang-Ylang, sa supérieure, qu’il déteste (et craint) beaucoup[7]. Il est l’antagoniste des épisodes Terreur à la Manicouagan, La vapeur du passé, Commando Épouvante et Opération Atlantide.
- Colonel Staggart : ennemi de Bob Morane. Le Colonel désire se rendre maître du monde afin d’assurer la « survie de l’espèce humaine », en éliminant les être l’ayant, selon lui, « gangrenée » et affaiblie par la paresse, la lâcheté, la corruption et l’avidité[6]. Une fois ces individus écartés, il projette de confier à une élite, formée par ses soins, la tâche de diriger l’Humanité[6],[14]. À la tête de nombreux hommes de mains et de scientifiques totalement dévoués à sa cause, il dissimule en permanence son visage sous des masques et divers identités et n’est ainsi reconnaissable qu’à sa voix, son doigt en métal et ses yeux (l’un bleu et l’autre vert)[6],[14]. Staggart est l’antagoniste des épisodes Le secret de l'Antarctique, Trois petits singes, Les dents du Tigre et Les semeurs de foudre.
- Docteur Xhatan : ennemi de Bob Morane. Le Dr Joseph-Athanase Xhatan est un scientifique mégalomane souhaitant dominer le monde grâce à la technologie de la lumière, dont il est un spécialiste[19],[12],[a]. Il est l’antagoniste des épisodes Opération Wolf, Le mystérieux Dr Xhatan, Xhatan, maître de la lumière et Rendez-vous à Nulle-Part.
- Sir Edward Paramount : oncle de Sophia Paramount. Il se retrouve projeté dans le monde parallèle d’Ananké par le collectionneur Simon Lusse, ce qui pousse sa nièce, puis Bob Morane et Bill Ballantine, à se lancer à sa recherche et à suivre sa trace à Ananké[5].

## Épisodes
1. Terreur à la Manicouagan
2. Le secret de l'Antarctique
3. Trois petits singes
4. Les chasseurs de dinosaures
5. Opération Wolf
6. Service Secret Soucoupe
7. La vapeur du passé
8. Les dents du Tigre
9. Les semeurs de foudre
10. Le mystérieux Dr Xhatan
11. Xhatan, maître de la lumière
12. La couronne de Golconde
13. L'Ombre Jaune
14. L'épée du Paladin
15. La revanche de l'Ombre Jaune
16. Le châtiment de l'Ombre Jaune
17. Les tours de cristal
18. Commando Épouvante
19. Le retour de l'Ombre Jaune
20. Les poupées de l'Ombre Jaune
21. Rendez-vous à Nulle-Part
22. Opération Atlantide
23. Les murailles d'Ananké
24. Les périls d'Ananké
25. Les anges d'Ananké
26. La dernière rosace

## Voix françaises
- Emmanuel Jacomy : Bob Morane
- Marc Alfos : Bill Ballantine
- Frédérique Tirmont : Sophia Paramount
- Yves Barsacq : Professeur Aristide Clérembart
- Patrick Osmond : Professeur Xhatan
- Philippe Catoire : Ming/ L'Ombre Jaune
- Francis Lax : Simon Lusse
- Hervé Bellon : Staggart
- Pascal Renwick : Gara/ Frank
- Juliette Degenne : Miss Hylang Hylang
- Gérard Loussine : Roman Orgonetz

 Source et légende : version française (VF) sur RS Doublage

## Autour de la série
- Les épisodes de la série reprennent au moins l'esprit des romans d'Henri Vernes.
- L'adaptation n'a pas toujours beaucoup plu aux fans de Bob Morane, mais la série est faite pour qu'un jeune public découvre ce monde imaginaire.
- Le générique d'ouverture français de la série reprend en instrumental L'Aventurier, la chanson d'Indochine qui a rendu Bob Morane mythique pour les générations des années 1970 et 1980.
- Bill Ballantine nomme toujours Commandant son fidèle ami Bob dans toute la série, excepté lorsqu'il prononce son nom à la fin de l'épisode La revanche de l'Ombre Jaune et dans le résumé de Le châtiment de l'Ombre Jaune.

### Produits dérivés
- France :
  - DVD : Plusieurs épisodes ont été compilés sous deux titres : Bob Morane contre l'ombre jaune[21] (6 épisodes : La Couronne de Golconde, L'Ombre Jaune, La revanche de L'Ombre Jaune, Le Châtiment de L'Ombre Jaune, Le Retour de L'Ombre Jaune et Les Poupées de L'Ombre Jaune) ainsi que Les Mondes d'Ananké[22] (4 épisodes : Les Murailles d'Ananké, Les Périls d'Ananké, Les Anges d'Ananké et La Dernière Rosace).
- Allemagne :
  - DVD : l'intégralité de la série est sortie en deux volumes de 2 DVD chacun chez Pidax Animation : Bob Morane Vol.1 (ASIN B0727WMVNP) comprenant les treize premiers épisodes et Bob Morane Vol.2 (ASIN B0751F53WH) comprenant les treize derniers épisodes. Les épisodes sont présentés dans leur format d'image d'origine (4:3 plein écran) en version allemande et française sans sous-titres et sans suppléments.